# Station Schönheide Süd
Station Schönheide Süd (tot 1950 station Wilzschhaus) is een spoorwegstation in de Duitse plaats Schönheide op de voormalige lijn tussen Chemnitz en Adorf. Het station werd in 1875 geopend. In 1893 het smalspoorlijn tussen Wilkau-Haßlau en Wilzschhaus werd geopend, en in 1897 verlengd naar Carlsfeld. In 1907 begon het rolwagenvervoer. 

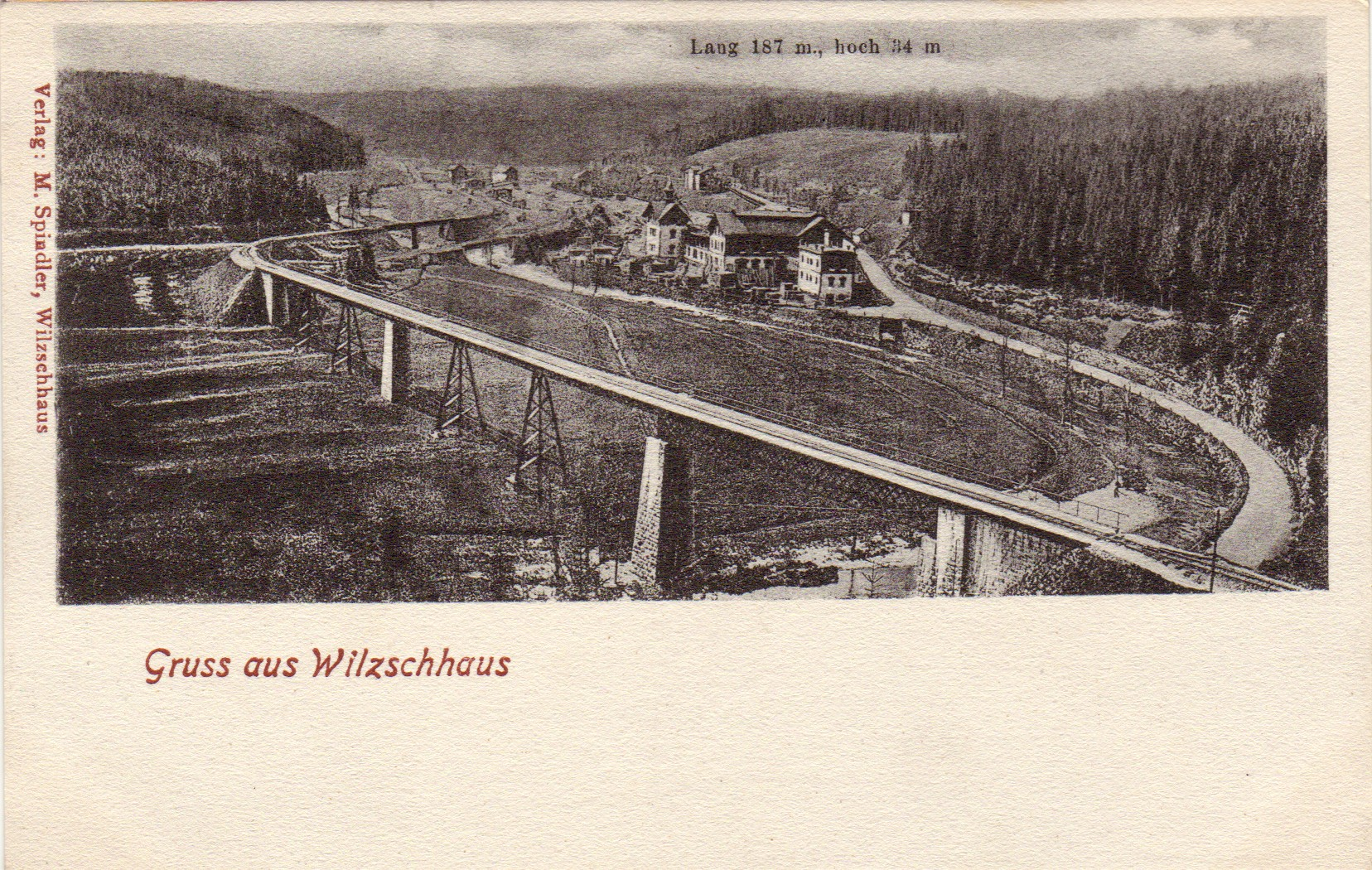
Het station en de bruggen van de smalspoorige lijnen, circa 1905

Het verkeer op de smalspoorige lijnen eindigde geleidelijk van 1966 tot 1977. Na de bouw van de Eibenstock dam eindigde het reizigersverkeer naar Schönheide Ost in 1979, en de reizigersverkeer tussen Muldenberg en Schönheide Süd in 1982. Het goederenverkeer duurde tot 1994, en de normaalspoorige lijn werd gesloten in 1998.
Een historische club verricht nu het toeristische verkeer tussen Schönheide Süd en Hammerbrücke.